# Вильмс, Доротея
Доротея Вильмс (нем. Dorothee Wilms; род. 11 октября 1929[…], Гревенброх, Рейнская провинция) — немецкий политик, член Христианско-демократического союза. Федеральный министр образования и науки в 1982—1987 годах. В 1987—1991 годах — последний министр внутригерманских отношений.

## Биография
По окончании школы Вильмс изучала экономику, социальную политику и социологию в Кёльне. В 1954 году получила диплом экономиста, в 1956 году защитила докторскую диссертацию на тему «Макро- или микроэкономические процессы в народном хозяйстве». В 1953—1973 годах Вильмс занимала должность научного сотрудника по вопросам молодёжи и профессионального образования в Институте немецкой экономики в Кёльне. В 1977—1983 годах руководила исследовательским подразделением по образовательной и общественной политике.
В 1961 году Доротея Вильмс вступила в ХДС. В 1974—1976 годах занимала должность заместителя федерального управляющего ХДС. В 1986 году была избрана в земельное правление ХДС в Северном Рейне — Вестфалии. В 1976—1994 годах Доротея Вильмс состояла депутатом бундестага.
4 октября 1982 года Вильмс была назначена федеральным министром образования и науки в первом кабинете Гельмута Коля. После выборов в бундестаг 1987 года 12 марта 1987 года Доротея Вильмс возглавила федеральное министерство внутригерманских отношений. После объединения Германии министерство было распущено, и 18 января 1991 года Вильмс ушла в отставку.